# جول الهيل

تعديل مصدري - تعديل

جول الهيل هي إحدى قرى عزلة أحور بمديرية أحور التابعة لمحافظة أبين في اليمن، بلغ تعداد سكانها 459 نسمة حسب تعداد اليمن لعام 2004.

## روابط خارجية
- الجهاز المركزي للإحصاء بالجمهورية اليمنية
- المركز الوطني للمعلومات باليمن